# Бококолос плосколистий
Бококолос плосколистий (Porella platyphylla) — вид печіночників порядку бококолосальних (Porellales).

## Поширення
Батьківщиною є Європа, Північна Африка, Північна Америка, Азія.
Вид процвітає в досить сухих, але більш тінистих місцях на корі, скелях і шаруватих стінах, особливо у вапнякових областях і на лавових скелях, що прилягають до Porella baueri, з якими його, можливо, можна сплутати.

## Характеристика
Вид має більш-менш регулярні одинарні або подвійні перисті тьмяно-темно-зелені гілки розміром приблизно три-п'ять сантиметрів на два-три сантиметри. Ширина гілок становить два міліметри. Бічні листки складаються з широкоовальної верхньої частки та невеликих, еліптичних, загострених, дещо дугоподібних нижніх часток. Нижні листки язикоподібні, гладкі. Розмноження відбувається в основному за допомогою виводкових листків і зламаних частин. Періантії зустрічаються рідко.